# Gerd Leers
Gerardus Bernardus Maria Leers dit Gerd Leers, né le 12 juillet 1951 à Kerkrade, est un homme politique néerlandais membre de l'Appel chrétien-démocrate (CDA), ancien ministre de l'Immigration des Pays-Bas.

## Biographie

### Formation et carrière
Après avoir étudié la planification urbaine et l'aménagement du territoire à l'université Radboud de Nimègue de 1969 à 1975, il travaille au sein de la fonction publique du Brabant-Septentrional, alternant avec des fonctions dans le secteur privé.

### Vie politique
En 1975, il adhère au Parti du travail (PvdA), qu'il quitte au bout d'un an, puis rejoint l'Appel chrétien-démocrate (CDA) en 1979. Il devient trois ans plus tard président du groupe CDA au conseil municipal de Goirle, un mandat auquel il renonce en 1990, à la suite de son élection comme député à la seconde Chambre des États généraux des Pays-Bas.

### Maire de Maastricht
Il démissionne le 1er février 2002, date à laquelle il est désigné maire de Maastricht. Le 11 septembre 2007, il prend position contre le programme politique du Parti pour la liberté (PVV) de Geert Wilders en affirmant que ce dernier n'avait pu prouver, en se basant sur le contenu du Coran, que la haine exprimée par certains musulmans provient de ce texte.

### Échecs, démission, gouvernement
Tentant de se faire désigner maire de La Haye, puis de Rotterdam, en 2008, il démissionne le 26 février 2010 de la mairie de Maastricht, compromis dans une affaire de villa de vacances. Gerd Leers est ensuite nommé ministre de l'Immigration et de la Politique d'asile, poste de ministre sans portefeuille rattaché au ministère de l'Intérieur, dans le gouvernement minoritaire de Mark Rutte, soutenu par le PVV de Geert Wilders, le 14 octobre 2010. Ses fonctions sont supprimées dans le cabinet Rutte II, formé par les libéraux et les travaillistes le 5 novembre 2012 sans le CDA.

### Maire de Brunssum
Il est nommé maire par intérim de Brunssum le 1er janvier 2018.

### Famille
Marié et père de trois enfants, il réside à Maastricht.